# Jan Hoogsaat
Jan Corneliszoon Hoogsaat o Hooghsaet o Hoogzaat (Amsterdam, 12 marzo 1654 – Amsterdam, 29 novembre 1733) è stato un pittore, incisore, decoratore d'interni olandese del secolo d'oro.

## Biografia

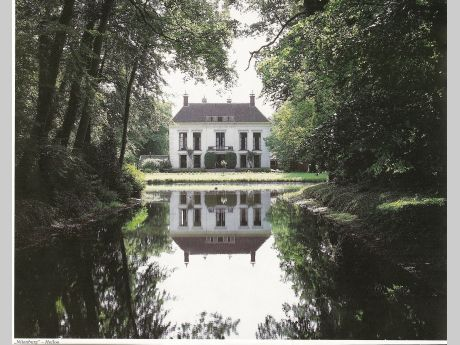
Veduta della tenuta di Nijenburg

Era figlio di Cornelis Claesz., marinaio e successivamente commerciante di legname ad Amsterdam, che prese il nome dalla madre adottiva, una figlia dell'insegnante battista Dirck Pietersz. van Nierop. Cornelis sposò ad Amsterdam Grietje Dirksdr. nel 1635; Jan era il loro figlio minore, che sposò nel 1687 la cugina Grietje Dirksdr. Hoogsaat.
Secondo Arnold Houbraken, era uno dei migliori allievi di Gérard de Lairesse, il cui stile seguì sia nelle opere di piccole che di grandi dimensioni. Lavorò nel palazzo Het Loo per lo Statholder Guglielmo III, su raccomandazione del suo stesso maestro, eseguì opere per Jan van Trip, Jan Six e altri, affrescò il soffitto del municipio di Amsterdam, ora Koninklijk Paleis, con l'allegoria della grandezza di Amsterdam (1715 c.). Nel 1730 realizzò a grisaglia la decorazione, ancora ben conservata, di una camera nella tenuta di Nijenburg presso Heiloo.
A Stoccolma si trovano due suoi dipinti rappresentanti scene bibliche, che presentano reminiscenze delle opere del maestro Gérard de Lairesse. Mentre il ritratto di donna conservato a Grenoble e a lui attribuito, in realtà è un'opera di Jan van Haensbergen. Alcuni suoi disegni si trovano ad Amsterdam e Rotterdam.
Jan Hoogsaat lavorò soprattutto nella zona di Amsterdam nel periodo dal 1706 al 1730 circa.
Incisioni dalle sue opere furono eseguite da Gilliam van der Gouwen.

## Opere
- Autoritratto, olio su carta, 34,2 x 23,2 cm, 1684-1745, Rijksmuseum, Amsterdam[5]
- Nudo maschile seduto, disegno, 1664-1730, Rijksmuseum, Amsterdam[6]
- Nudo maschile seduto con gamba sollevata, disegno, 1664-1730, Rijksmuseum, Amsterdam[7]
- Nudo maschile in ginocchio con bastone, disegno su carta, 1664-1730, Rijksmuseum, Amsterdam[8]
- Folla in lutto attorno ad una donna morta, disegno su carta a sanguigna, 24,2 x 35,2 cm, 1664-1730, Rijksmuseum, Amsterdam[9]
- Putto che soffia bolle, acquaforte di Gilliam van der Gouwen da un disegno di Jan Hoogsaat, 15 x 13,6 cm, 1670-1740 c., Rijksmuseum, Amsterdam[10]